# Cultura di Qujialing
La cultura di Qujialing (cinese: 屈家嶺文化 ; pinyin: Qujialing wénhuà) fu una forma di civiltà neolitica cinese che si sviluppò dal 3100 a.C. al 2600 a.C., soprattutto nell'area attorno al medio corso dello Yangtze, il Fiume Azzurro, tra le odierne regioni di Hubei e Hunan, in Cina.   
La cultura di Qujialing fece seguito alla cultura di Daxi e si estese fino alla parte meridionale dello Shaanxi, il nord dello Jiangxi e il sud-ovest dell'Henan. Artefatti tipici di questa cultura furono le sferette ceramiche e le volute fusiformi dipinte; queste ultime furono utilizzate anche dalla successiva cultura di Shijiahe.
Il sito di Qujialing fu scoperto nella contea di Jingshan, nello Hubei. Nel corso degli scavi condotti tra il 1955 e il 1957, furono ritrovati resti di pollame, cani, maiali e pecore; furono anche identificati dieci pozzetti di stoccaggio che contenevano residui di pesce. 
Tra i ritrovamenti vanno annoverati anche tripodi e vasellame a parete sottile, del tipo detto a guscio d'uovo.
Molti degli artefatti di questa cultura sono conservati al Museo provinciale di Hubei.